# 柳樂智和
柳樂智和（1985年10月17日—），前日本職業足球員，日本20歲以下足球代表隊成員。

## 俱乐部生涯
2004年，柳樂智和在福岡黃蜂开始足球生涯。2011年转会至FC東京，2012年转会至鳥取飛翔。

## 日本國家足球隊
柳樂智和参加了2005年世界青年錦標賽。

## 外部連結
- （日語）J.League Data Site （页面存档备份，存于）